# Deropeltis integerrima
Deropeltis integerrima är en kackerlacksart som beskrevs av Brunner von Wattenwyl 1865. Deropeltis integerrima ingår i släktet Deropeltis och familjen storkackerlackor. Inga underarter finns listade i Catalogue of Life.